# Fédération Aéronautique Internationale

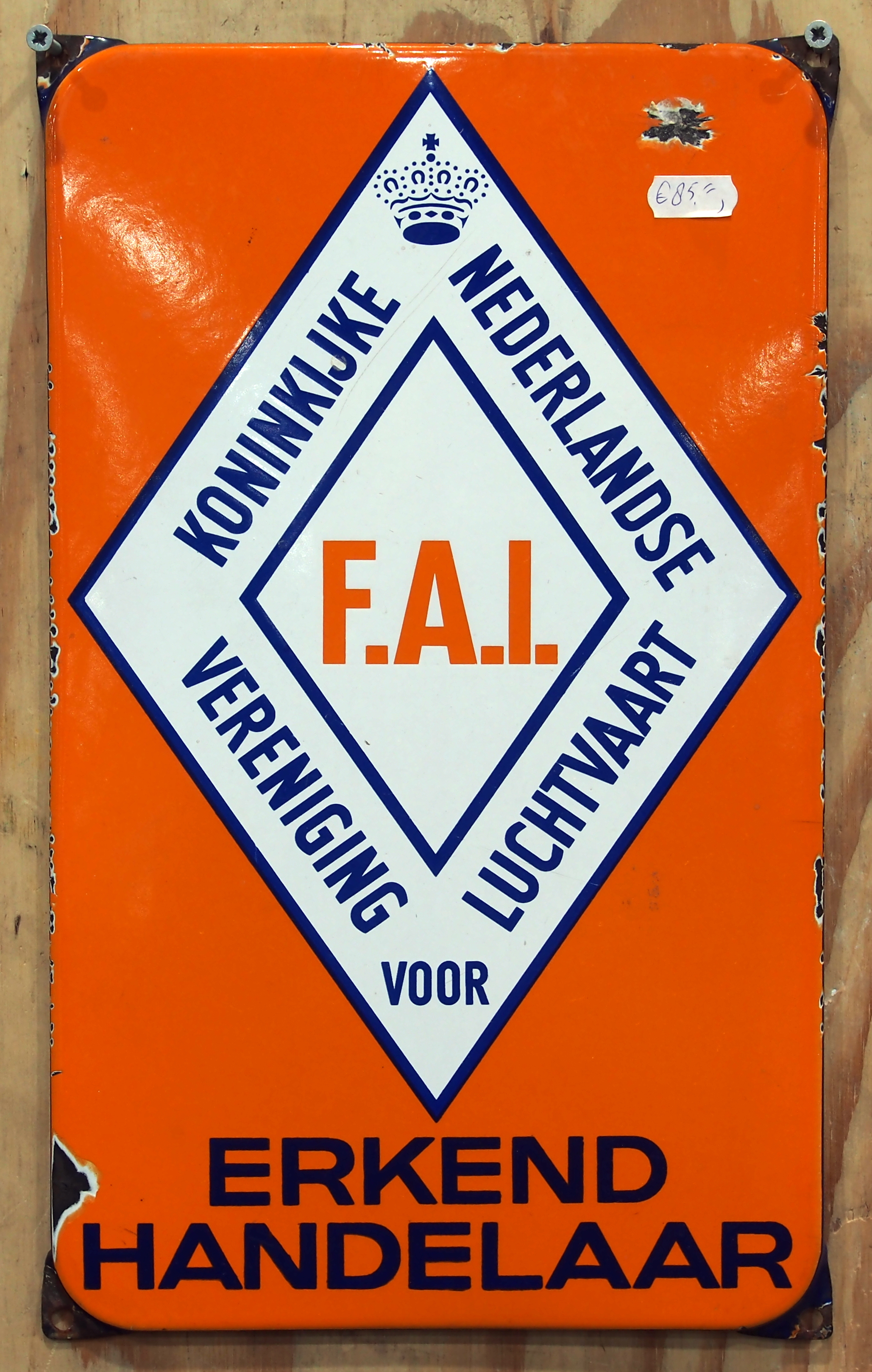
Emaille reclamebord FAI/KNVvL

De Fédération Aéronautique Internationale (FAI) werd opgericht op 14 oktober 1905. Deze internationale organisatie voor lucht- en ruimtevaart vaardigt de regels uit met betrekking tot sportieve prestaties voor lucht- en ruimtevaart, records en wedstrijden. Zij houdt zich ook bezig met de organisatie van wereldkampioenschappen en de World Air Games.
De zetel van de FAI is gevestigd in Lausanne, Zwitserland nabij het Internationaal Olympisch Comité (IOC).
De Koninklijke Belgische Aeroclub (KBAC) en Koninklijke Nederlandse Vereniging voor Luchtvaart (KNVvL) zijn beide lid van de FAI. De KBAC was destijds in 1905 medeoprichter van de FAI.

## Aangesloten leden

### Actieve leden
| Land | Naam van lid                                                  |
| ---- | ------------------------------------------------------------- |
| ALB  | Federata Shqiptare E Aeronautikes                             |
| ARG  | Confederacion Argentina De Entidades Aerodeportivas           |
| AUS  | Australian Sport Aviation Confederation                       |
| AUT  | Österreichischer Aero Club                                    |
| AZE  | Azarbaycan Hava Va Ekstremal Idman Növlaci Federasiyasi       |
| BLR  | Belarusian Federation Of Air Sports                           |
| BEL  | Royal Belgian Aero Club                                       |
| BIH  | Vazduhoplovni Savez Bosne I Hercegovine                       |
| BRA  | Comissão de Aerodesporto Brasileira                           |
| BUL  | Bulgarski Natsionalen Aeroklub                                |
| CAN  | Aero Club of Canada                                           |
| CHI  | Federacion Aerea De Chile                                     |
| CHN  | Aero Sports Federation Of China                               |
| TPE  | Chinese Taipei Aerosports Federation                          |
| COL  | Federacion Colombiana De Deportes Aereos "Federaeros"         |
| CRO  | Hrvatski Zrakoplovni Savez                                    |
| CUB  | Aviation Club Of Cuba                                         |
| CYP  | Kypriaki Aerathlitiki Omospondia                              |
| CZE  | Aeroklub Ceské Republiky                                      |
| DEN  | Kongelig Dansk Aeroklub                                       |
| ECU  | Club De Aeromodelismo Quito                                   |
| EGY  | Aero Club Of Egypt                                            |
| EST  | Eesti Lennuspordi Föderatsioon                                |
| FIN  | Suomen Ilmailuliitto Ry                                       |
| MKD  | Vozduhoplovna Federacija Na Makedonija                        |
| FRA  | Aero Club de France                                           |
| GER  | Deutscher Aero Club e.V.                                      |
| GRE  | Elliniki Aerathlitiki Omospondia                              |
| GUA  | Asociacion Guatemalteca De Deportes Aereos                    |
| HKG  | Hong Kong Aviation Club Ltd                                   |
| HUN  | Magyar Repülö Szövetség                                       |
| ISL  | Flugmálafélag Íslands                                         |
| IND  | Aero Club Of India                                            |
| INA  | Federasi Aero Sport Indonesia                                 |
| IRI  | Kanoone Havanavardiye Iran                                    |
| IRL  | National Aero Club of Ireland                                 |
| ISR  | Aero Club Of Israel                                           |
| ITA  | Aero Club D'Italia                                            |
| JPN  | Nippon Koku Kyokai                                            |
| JOR  | Royal Aerosports Club Of Jordan                               |
| KAZ  | Association Of Light Aviation Of The Republic Of Kazakhstan   |
| KOR  | Daehanmingook Hang Gong Hwe                                   |
| PRK  | Central Aeronautic Association OF D.P.R. Korea                |
| KUW  | Kuwait Science Club                                           |
| LAT  | Latvijas Aeroklubs                                            |
| LBA  | Libyan Airsports Federation                                   |
| LTU  | Lietuvos Aeroklubas                                           |
| LUX  | Federation Aeronautique Luxembourgeoise                       |
| MAS  | Persekutuan Sukan Udara Malaysia                              |
| MEX  | Federacion Mexicana De Aeronautica, A.C.                      |
| MDA  | Federatia De Parapantism Din Republica Moldova                |
| MON  | Aero Club De Monaco                                           |
| MGL  | Mongolian Air Sports Federation                               |
| MNE  | Vazduhoplovni Savez Crne Gore                                 |
| MAR  | Federation Royale Marocaine De L'Aviation Legere Et Sportive  |
| MOZ  | Aeroclube De Mocambique                                       |
| NEP  | Nepal Airsports Association                                   |
| NED  | Koninklijke Nederlandse Vereniging voor Luchtvaart            |
| NZL  | Royal New Zealand Aero Club Inc.                              |
| NOR  | Norges Luftsportforbund                                       |
| PAK  | All Pakistan Aero Modelling & Ultralight Asoociation          |
| PER  | Federacion Peruana Aerodeportiva                              |
| PHI  | 3D Air Sports And Hobbies Asoociation, Incorporated           |
| POL  | Aeroklub Polski                                               |
| POR  | Aero Club De Portugal                                         |
| QAT  | Qatar Air Sports Committee                                    |
| ROU  | Federatia Aeronautica Romana                                  |
| RUS  | Federatsia Avtsionnogo Sporta Rossii                          |
| SMR  | Federazione Aeronautica Sammarinese                           |
| KSA  | Saudi Aviation Club                                           |
| SRB  | Vazduhoplovni Savez Srbije                                    |
| SGP  | Aeromodelling Federation Of Singapore                         |
| SVK  | Slovensky Narodny Aeroklub Generala M.R. Stefanika            |
| SLO  | Letalska Zveza Slovenija                                      |
| RSA  | Aero Club of South Africa                                     |
| ESP  | Real FederacIón Aeroáutica Española                           |
| SWE  | Svenska Flygsportförbundet                                    |
| SUI  | Aero Club Der Schweiz                                         |
| THA  | Royal Aeronautics Sports Association Of Thailand              |
| TUR  | Türk Hava Kurumu                                              |
| UKR  | Federation Of Aeronautical Sports Of Ukraine                  |
| UAE  | Emirates Aviation Association                                 |
| GBR  | Royal Aero Club of the United Kingdom                         |
| USA  | National Aeronautic Association Of The USA                    |
| UZB  | Texnik Va Amaliy Sport Turlari Markazi                        |
| VEN  | Asociacion Venezolana De Los Deportes Aeronauticos (A.V.D.A.) |

### Geassocieerde leden
| Land | Naam van lid                                                             |
| ---- | ------------------------------------------------------------------------ |
| BRN  | Royal Bahrain Parachuting Committee                                      |
| BRA  | CONFEDERACÃO BRASILEIRA DE AEROMODELISMO                                 |
| EGY  | Egyptian Sport Parachuting And Aeronautics Federation                    |
| LIE  | Modellfluggruppe Liechtenstein LIECHTENSTEINISCHER HÄNGEGLEITER- VERBAND |
| OMA  | Oman National Free Fall Team                                             |
| PAN  | Asociacion De Paracaidismo Deportivo De Panama                           |
| POR  | Federaçâo Portuguesa De Aeromodelismo                                    |
| QAT  | Qatar Aeromodelling Racing Team                                          |
| ROU  | Federatia Romana De Modelism                                             |
| SKN  | St Kitts And Nevis National Parachute Associating                        |
| TUN  | Association Tunisienne Des Sports Aeriens                                |
| URU  | Centro Uruguayo De Planeadores                                           |

### Tijdelijke leden
| Land | Naam van lid                                                  |
| ---- | ------------------------------------------------------------- |
| ARM  | National Committee Of Aeromodelling And Spacemodelling Sports |
| ESA  | Federacion Salvadoreña De Paracaidismo Y Aerodeportes         |
| IRQ  | Al- Sokoor Aero Club                                          |
| LAO  | Lao Airsports Club                                            |
| PAR  | Asociacion Paraguaya Paracaidismo Deportivo                   |
| SYR  | Syrian Parachute Federation                                   |
| VIE  | Hanoi Air Sports Association                                  |

### Voormalige leden
| Land | Naam van lid                      |
| ---- | --------------------------------- |
| LIB  | Aero Club Du Liban                |
| MLI  | Federation Malienne De Sports Air |
| TRI  | Savannah Aero Concepts            |